# 24 sata Daytone
24 sata Daytone je 24 sata duga utrka izdržljivosti koja se vozi svake godine krajem siječnja ili početkom veljače na stazi Daytona International Speedway na Floridi u Sjedinjenim Američkim Državama. Prva je velika automobilistička utrka godine koja se održava u Sjevernoj Americi te prva utrka sezone u seriji IMSA SportsCar Championship. Utrka je poznata kao dio neslužbene Trostruke krune u utrkama izdržljivosti zajedno s 12 sati Sebringa i 24 sata Le Mansa koje se smatraju trima najzahtjevnijim utrkama izdržljivosti. 
Od 1992. kompanija Rolex službeni je sponzor utrke na čije ime polaže i prava te svi vozači iz svih klasa koji pobijede u utrci dobivaju na poklon Rolexov sat.

## Vanjske poveznice
- Rolex 24 at Daytona  Arhivirana inačica izvorne stranice od 5. ožujka 2017. (Wayback Machine)
- IMSA SportsCar Championship službena stranica